# 팔룬 광산

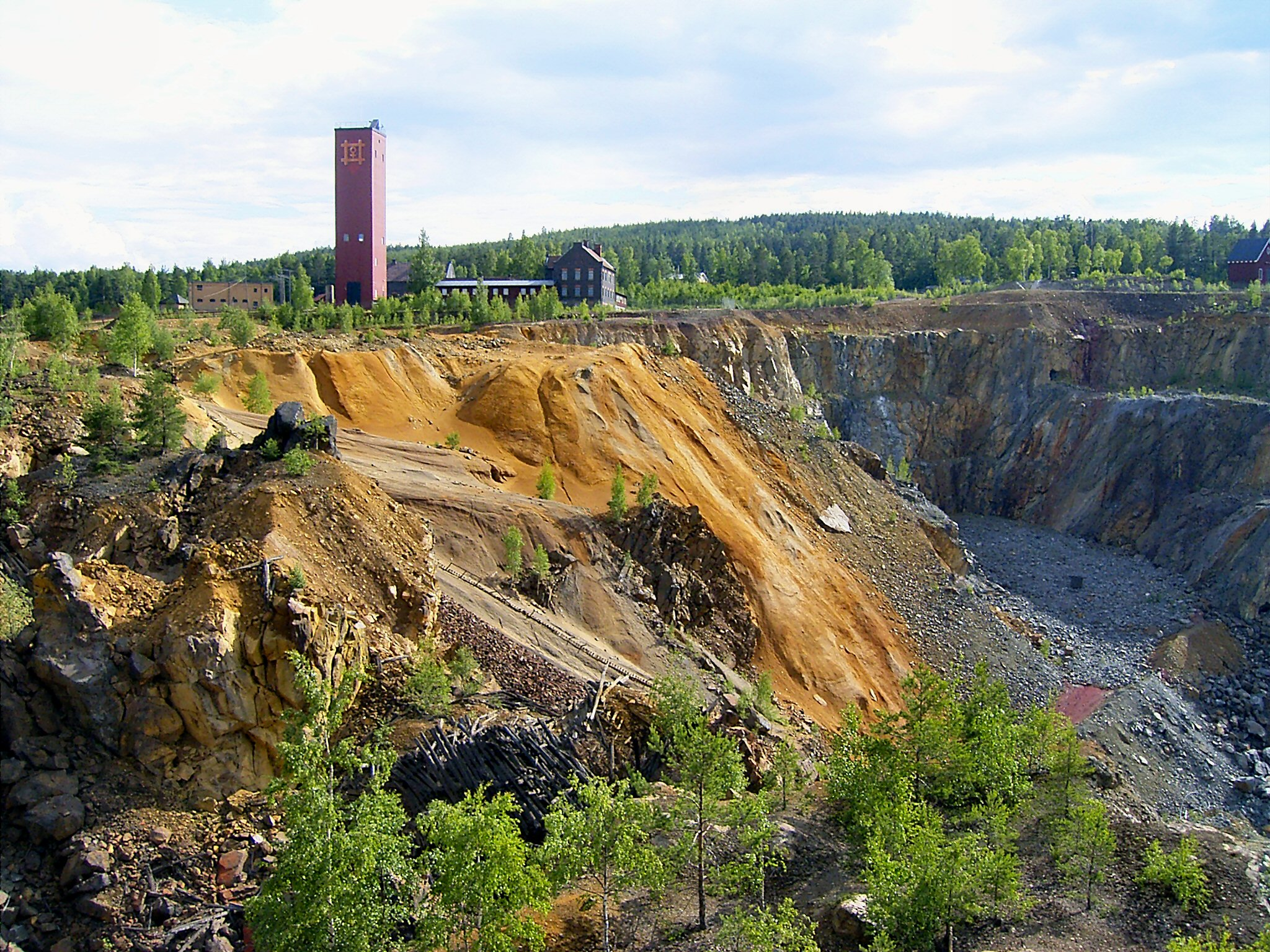
팔룬 구리 광산, 그레이트 피트

팔룬 광산(스웨덴어: Falu Gruva)은 스웨덴 팔룬에 있던 광산으로, 10세기부터 1992년까지 밀레니엄 동안 운영되었다. 유럽 구리 수요의 3분의 2를 생산했으며 17세기 스웨덴의 많은 전쟁 자금을 조달하는 데 도움이 되었다. 광산의 기술 발전은 2세기 동안 전 세계 채굴에 지대한 영향을 미쳤다. 이 광산은 현재 박물관으로 사용되며 2001년 유네스코 세계유산으로 지정되었다.

## 역사

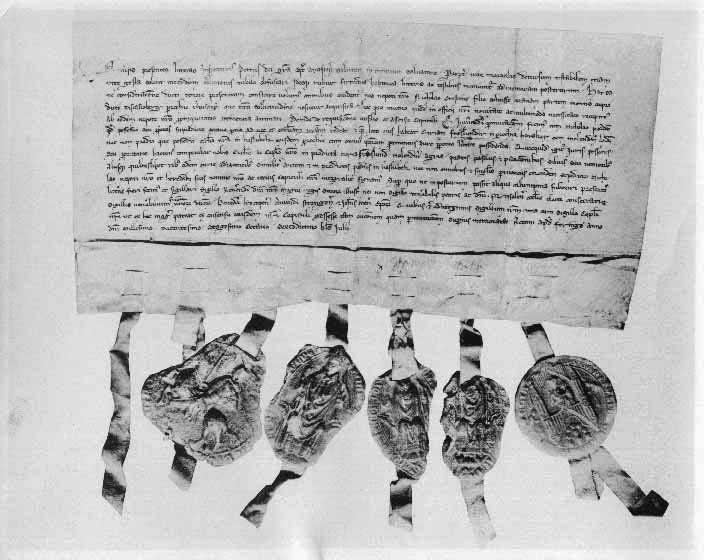
1288년 6월 16일자 팔룬 광산의 1/8 주식.

팔룬 광산의 채굴 작업이 정확히 언제 시작되었는지에 대한 서면 기록은 없다. 고고학 및 지질학 연구는 상당한 불확실성에도 불구하고 채굴 작업이 서기 1000년경에 시작되었음을 시사한다. 850년 이전에는 중요한 활동이 시작되지 않았지만, 1080년에는 광산이 확실히 운영되고 있었다. 10세기 유물에서 광산에서 채취한 구리가 포함된 것이 발견되었다. 초기에는 지역 농부들이 광석을 채취하고 제련하여 가정용으로 사용하는 소규모 작업이었다.
1275년부터 1290년까지 스웨덴의 왕이었던 망누스 3세 재위 무렵, 더욱 전문적인 작업이 시작되었다. 귀족과 뤼베크 출신의 외국 상인들이 농부들로부터 광산을 넘겨받았다. 상인들은 구리를 유럽으로 운반하여 판매했으며, 채굴 작업에도 영향을 미쳐 채굴 방법과 기술을 발전시켰다. 광산에 대한 최초의 서면 문서는 1288년으로, 베스테로스 주교가 부동산과 교환하여 광산의 12.5% 지분을 획득했다고 기록되어 있다.
14세기 중반 무렵, 이 광산은 국가의 중요한 자원으로 성장했고, 향후 수세기 동안 스웨덴 국가 수입의 상당 부분이 이 광산에서 나올 것이었다. 당시 국왕인 망누스 4세는 직접 이 지역을 방문하여 채굴 작업에 대한 헌장을 작성하여 주권자의 재정적 이익을 확보했다.

### 방법

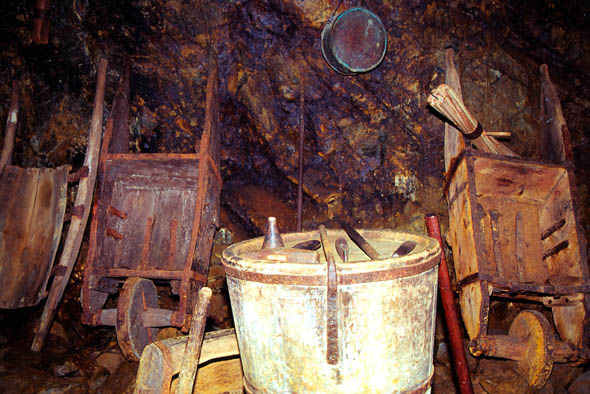
손수레 및 채굴에 사용되는 기타 도구.

구리를 채굴하는 주된 방법은 대규모 화재를 통해 암석을 가열하는 것이었는데, 이를 화공법이라고 한다. 암석이 식으면 부서지기 쉬워지고 금이 가서 쐐기와 큰 망치 같은 수동 도구를 사용할 수 있었다. 광석을 광산 밖으로 운반한 후에는 공개된 불구덩이에서 구워서 유황 함량을 줄였다. 이때 발생하는 짙은 독성 연기는 수세기 동안 팔룬 지역의 특징이 되었다. 구운 후에는 광석을 제련하여 구리가 풍부한 물질을 생산했다. 굽고 제련하는 과정을 여러 번 반복하여 조동을 생산했다. 이것이 광산의 최종 생산물이었고, 추가 정제는 다른 구리 정련소에서 이루어졌다. 이 과정은 19세기 말까지 7세기 동안 큰 변화 없이 사용되었다. 화공법과 배수 기술은 하르츠 산맥과 같은 독일 광산에서 수입되었을 가능성이 높다.

### 자유 광부
1347년 헌장에 따라 팔룬 광산에 만들어진 조직 구조는 당시로서는 진보적인 것이었다. 자유 광부들은 구리 제련소 소유 지분에 비례하여 운영 주식을 소유했다. 이 구조는 현대 합자 회사의 전신이며, 옛 광산 회사의 현대적 후계자인 스토라엔소는 종종 세계에서 가장 오래된 합자 회사로 불린다.

### 황금 시대
17세기에는 생산 능력이 절정에 달했다. 이 시기에 광산에서 나오는 생산물은 스웨덴의 강대국 시대에 여러 전쟁에 자금을 대는 데 사용되었다. 스웨덴 추밀원은 이 광산을 국가의 보물 창고이자 요새라고 불렀다. 최대 생산량은 1650년에 발생했으며, 3,000톤 이상의 구리가 생산되었다.
황금 시대가 끝날 무렵, 이 산은 거의 반천년 동안 채굴되었다. 지난 수십 년 동안 생산이 강화되었고, 1687년에는 암석이 수많은 갱도로 뒤덮였으며 붕괴는 드문 일이 아니었다. 탐사를 위해 광산 지도를 만드는 데 많은 노력이 들어갔지만, 전반적인 조직이나 산의 강도에 대한 추정은 없었다. 1687년 여름, 산에서 정기적으로 큰 굉음이 들렸다. 그 해 하지제 전날, 주요 갱도와 기초 사이의 경계벽이 무너져 광산의 상당 부분이 붕괴되었다. 이는 수백 명의 광부들이 광산에서 일하고 있었기 때문에 큰 재앙이 되어 사망하고 갇힐 수도 있었지만, 광부들이 일하지 않는 1년에 두 번의 날 중 하나인 하지제 전날에 발생했기 때문에 대참사는 면했다. 다른 날은 크리스마스였다.

### 광산에서의 삶

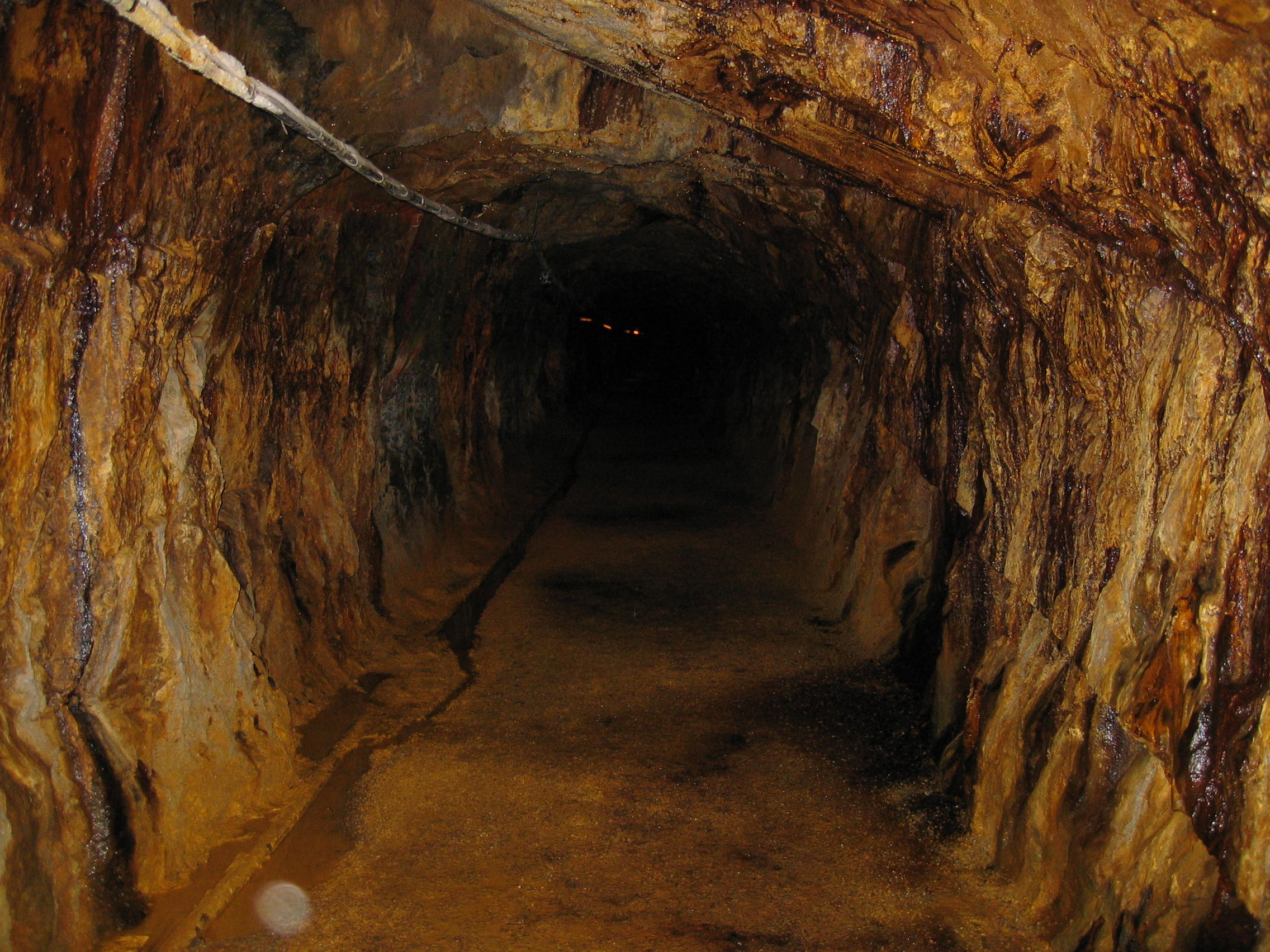
팔룬 광산의 갱도.

하루가 끝날 무렵 광석을 가열하기 위해 불을 지르고 밤새도록 타게 두었다. 다음 날 아침 불을 끄고 광석을 파냈다. 이런 식으로 광부들은 한 달에 약 1 m (3 ft) 정도 전진할 수 있었다. 불을 다루고 바위를 부수는 광부들은 가장 높은 임금을 받고 가장 숙련된 사람들이었다. 부서진 광석을 운반하는 데는 손수레가 사용되었는데, 약 20 m (70 ft) 간격으로 여러 팀이 장거리를 운반했다. 이것은 보통 신참들에게 배정되는 일이었다. 작업은 힘들었고 광산은 끊임없는 불 때문에 매우 뜨거웠으며, 광부들은 지역 주점의 좋은 손님이었다. 술 취하는 것은 광부들에게는 매우 정상적인 것으로 여겨졌다.
칼 폰 린네는 이 광산을 방문하여 광부들의 삶에 대한 생생한 묘사를 남겼다. 그는 광부들이 "목욕물처럼" 몸에서 땀을 흘리며 흔들리는 사다리를 기어올랐다고 묘사했다. 그는 이어서 "팔룬 광산은 스웨덴의 위대한 경이로움 중 하나이지만, 지옥 그 자체만큼이나 끔찍하다"고 말했다. 린네가 광부들이 일하는 환경을 묘사한 내용은 다음과 같다. "그들은 사방에서 그을음과 어둠에 둘러싸여 있었다. 돌, 자갈, 부식성 반초석, 물방울, 연기, 연무, 열기, 먼지가 도처에 있었다."

### 경제적 영향

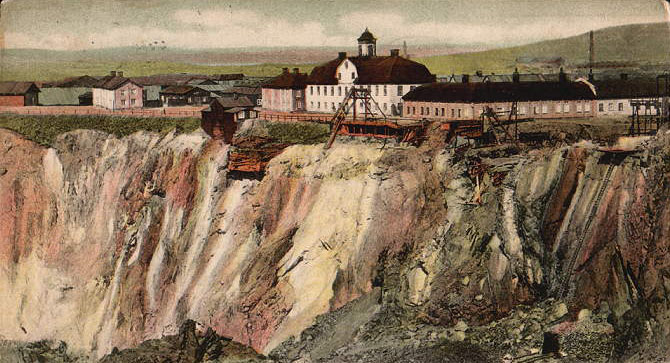
1907년경 광산을 묘사한 엽서.

스웨덴은 17세기 내내 구리 생산에 대한 사실상의 독점권을 유지했다. 구리 생산량이 비교할 만한 유일한 다른 나라는 일본이었지만, 일본에서 유럽으로 수입되는 양은 미미했다. 1690년, 저명한 야금학자 에리크 오딜리우스는 왕의 명을 받아 유럽 금속 시장을 조사하기 위해 파견되었다. 그가 보고서를 작성할 무렵 구리 생산량은 이미 감소하기 시작했지만, 오딜리우스는 이를 숨기지 않고 다음과 같이 말했다. "구리 생산에 있어 스웨덴은 항상 어머니와 같았으며, 유럽 내외의 많은 곳에서 구리가 채굴되지만 스웨덴 구리의 풍부함에는 아무것도 미치지 못한다."
그러나 현대 기준으로 보면 생산량은 많지 않았다. 최고 생산량은 연간 3,000톤의 구리에 겨우 도달했으며, 1665년에는 2,000톤 미만으로 떨어졌고, 1710년부터 1720년까지는 연간 1,000톤에 불과했다. 현재 전 세계 구리 생산량은 연간 1,830만 톤이며, 칠레의 현대 구리 광산인 추키카마타는 수십 년 동안 연간 50만 톤이 넘는 생산량을 유지하고 있다.

### 근현대사

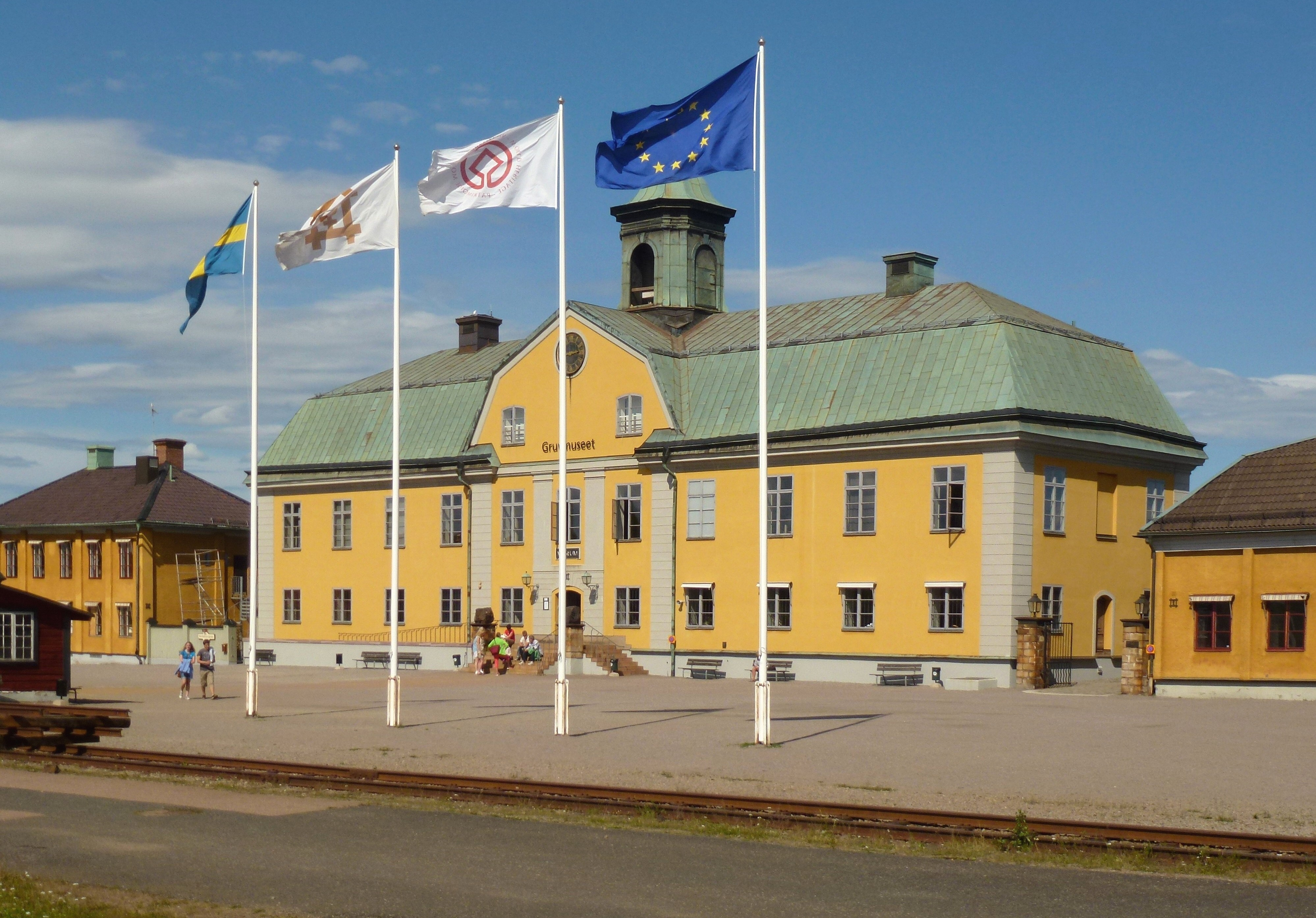
본관 박물관 건물

18세기 동안 구리 생산은 감소했으며, 광산 회사는 다각화를 시작했다. 구리 채굴을 철 및 목재 생산으로 보완했다. 상징적인 팔룬 빨강 페인트 생산이 본격적으로 시작되었다. 19세기에는 철 및 임산물의 중요성이 계속해서 증가했다. 1881년 팔룬 광산에서 금이 발견되어 단기적인 골드 러시가 발생했다. 총 5톤의 금이 결국 생산되었다.
20세기 후반에는 광산이 더 이상 경제적으로 실행 가능하지 않았다. 1992년 12월 8일, 광산에서 마지막 발파가 이루어졌고 모든 상업적 채굴이 중단되었다. 오늘날 이 광산은 박물관과 투어를 운영하는 스토라 코파르베르그 재단이 소유하고 있다.

## 세계유산
2001년 팔룬 광산은 스웨덴의 15개 유네스코 세계유산 중 하나로 선정되었다. 광산 자체 외에도 세계유산 지역에는 17세기 광부들의 오두막, 주거 지역, 그리고 자유 광부들이 정착하여 종종 그들의 부를 반영하는 저택을 지었던 더 넓은 지역인 베리만스뷔그덴이 포함된다.

## 박물관
1922년, 1770년대에 지어진 옛 행정 건물(스웨덴어: Stora Gruvstugan)은 광산 박물관으로 개조되었다. 1966년 광산 확장을 위해 건물을 철거해야 했고 복제본이 만들어졌다. 이 박물관은 연간 약 10만 명의 방문객이 찾는다. 수세기 동안 팔룬 광산에서의 채굴 역사를 전시하며, 광물 생산, 기계 모형, 도구, 광산 사람들 등을 포함한다. 또한 17세기부터 광산의 중요한 인물들을 그린 초상화 대규모 컬렉션도 소장하고 있다.

## 신규 원소의 발견
탄탈럼은 1802년 아네르스 에케베리가 팔룬과 잉글랜드에서 온 샘플에서 처음 발견했다.:345-352
셀레늄은 1817년 옌스 야코브 베르셀리우스와 요한 고틀리브 간이 황산 생산에 사용되었던 팔룬 광산에서 나온 황철석의 불순물로 처음 발견하고 분리했다.
1815년, 베르셀리우스는 팔룬에서 온 광석에서 새로운 원소를 발견했다고 생각하고 이름을 토륨으로 지었다. 그는 나중에 자신이 실수했으며, 그 물질이 새로운 원소가 아니라 이트륨 인산염임을 알게 되었다. 1829년에 실제로 현재 토륨으로 알려진 것을 발견했을 때, 그는 그 새로운 발견에 같은 이름을 재사용했다.
바나듐의 발견자인 닐스 가브리엘 세프스트룀과 망가니즈의 발견자인 요한 고틀리브 간은 모두 생애의 특정 시점에 팔룬에 살았다.

## 내용주
1. 1 2  “1600s - The period of greatness”. 《Falu Gruva》. 2016년 10월 9일에 원본 문서에서 보존된 문서. 2016년 8월 24일에 확인함.
2. 1 2  ICOMOS, p. 5
3. ↑  Rydberg, pp. 9–11
4. ↑  Rydberg, p. 12
5. ↑  Rydberg, p. 13
6. ↑  Rydberg, p. 14
7. ↑  ICOMOS, p. 1
8. ↑  Rydberg, p. 44
9. ↑  Rydberg, pp. 43–44
10. ↑  Kjellin, p. 124
11. ↑  Heckscher, p. 87
12. ↑  “Copper” (PDF). 《Mineral Commodity Summaries 2015》. 2017년 4월 27일에 원본 문서 (PDF)에서 보존된 문서. 2016년 8월 24일에 확인함.
13. ↑  “1900s and the end of the mining operation”. 《Falu Gruva》. 2016년 11월 18일에 원본 문서에서 보존된 문서. 2016년 8월 24일에 확인함.
14. ↑  “The town of Falun”. 《Falun World Heritage Site》. 2009년 10월 29일에 확인함.[깨진 링크(과거 내용 찾기)]
15. ↑  “Homesteader estates”. 《Falun World Heritage Site》. 2009년 10월 29일에 확인함.[깨진 링크(과거 내용 찾기)]
16. ↑  “Museum - Visitfalun”. 2011년 4월 16일. 2011년 4월 16일에 원본 문서에서 보존된 문서. 2023년 6월 28일에 확인함.
17. ↑  Kjellin, p.126.
18. ↑  “Mining Museum”. 《Falu Gruva》. 2016년 11월 10일에 원본 문서에서 보존된 문서. 2016년 8월 24일에 확인함.
19. 1 2 3 4  Weeks, Mary Elvira (1956). 《The Discovery of the Elements》 6판.